# Chaetoxynops chaetosus
Chaetoxynops chaetosus là một loài ruồi trong họ Tachinidae.